# Météorite de Chassigny
Chassignites
« Chassigny (météorite) » redirige ici. Pour les autres significations, voir Chassigny (homonymie).
La météorite de Chassigny, ou simplement Chassigny, est une météorite tombée le 3 octobre 1815 vers 8 h 30 dans la commune de Chassigny (département de la Haute-Marne, France),,.
Chassigny a donné son nom au sous-groupe des chassignites, les météorites martiennes essentiellement constituées d'un cumulat d'olivines.

## Caractéristiques

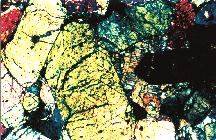
Lame mince de Chassigny, vue en lumière polarisée-analysée.

Chassigny est un cumulat d'olivines, semblable aux dunites terrestres. Entre les cristaux d'olivine on trouve de petits cristaux de pyroxène, de feldspath et d'oxydes.
Avec Shergotty et Nakhla, Chassigny est l'une des trois premières (et longtemps les seules) météorites SNC connues, et la première des trois. Suspectées depuis longtemps d'être des roches arrachées de la surface de la planète Mars, elles ont été confirmées comme telles depuis les mesures effectuées in situ par les sondes martiennes.
Chassigny est particulière, car les gaz nobles qu'elle contient ont, contrairement à la plupart des autres météorites SNC, une composition différente de celle de l'actuelle atmosphère de Mars. Cette différence tient sans doute au caractère cumulatif de Chassigny, et donc à sa provenance probable du manteau martien.

## Chassignites
Chassigny est restée la seule chassignite connue jusqu'en 2005, quand la météorite NWA 2737 a été découverte dans le Sahara marocain. Une troisième, NWA 8694, décrite en 2020, a une mésostase analogue à celle de certaines nakhlites, ce qui établit un lien plausible entre les deux types de météorites martiennes.